# Postcodes in Duitsland
In Duitsland bestaan postcodes sinds 1 juli 1993 uit vijf cijfers.
In 1941 werden in Duitsland tweecijferige postcodes ingevoerd. In 1962 werden in West-Duitsland en in 1965 in Oost-Duitsland twee onafhankelijke postcodesystemen met viercijferige postcodes ingevoerd. Na de Duitse Hereniging werd in 1993 een nieuw vijfcijferig systeem voor heel Duitsland ingevoerd.

## Lijst van postcoderegio's

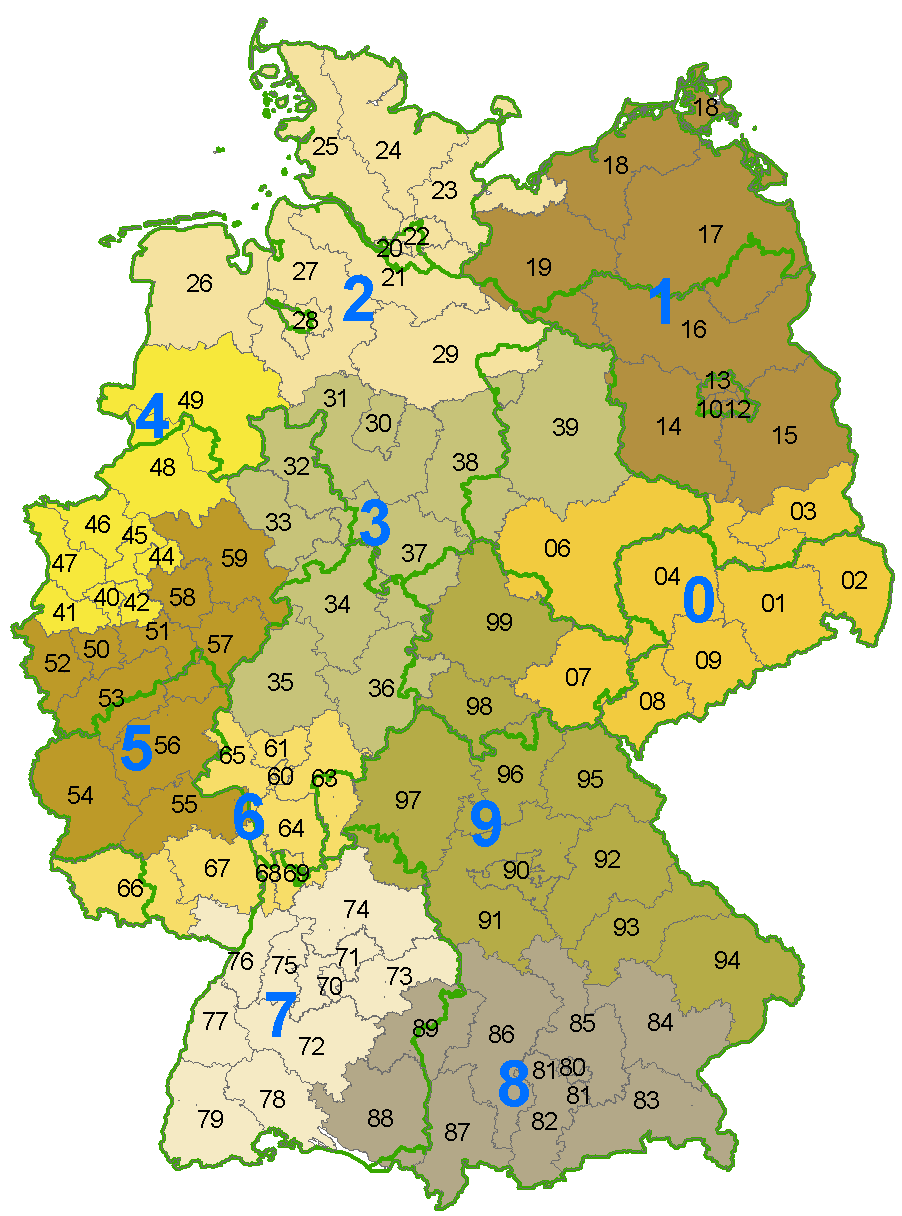
Postcodekaart met de twee eerste cijfers van de postcode

| Postcode | Gebied                                                                          |
| -------- | ------------------------------------------------------------------------------- |
| 00       | –                                                                               |
| 01       | Dresden, Riesa, Meißen, Bischofswerda                                           |
| 02       | Bautzen, Görlitz, Hoyerswerda, Zittau                                           |
| 03       | Cottbus, Finsterwalde, Forst (Lausitz), Spremberg, Guben                        |
| 04       | Leipzig, Torgau, Falkenberg (Elster), Altenburg                                 |
| 05       | –                                                                               |
| 06       | Halle an der Saale, Dessau, Quedlinburg, Zeitz                                  |
| 07       | Gera, Jena, Saalfeld/Saale, Greiz                                               |
| 08       | Zwickau, Plauen, Aue, Klingenthal                                               |
| 09       | Chemnitz, Annaberg-Buchholz, Zschopau, Freiberg                                 |
| 10       | Berlijn Centrum                                                                 |
| 11       | Landelijke instellingen                                                         |
| 12       | Zuid- en Zuidoost-Berlijn                                                       |
| 13       | Noord-Berlijn                                                                   |
| 14       | Potsdam en Zuidwest-Berlijn, Rathenow, Luckenwalde, Brandenburg an der Havel    |
| 15       | Frankfurt (Oder), Eisenhüttenstadt, Fürstenwalde/Spree, Königs Wusterhausen     |
| 16       | Oranienburg (stad), Eberswalde, Pritzwalk, Schwedt                              |
| 17       | Neubrandenburg, Greifswald, Neustrelitz, Usedom                                 |
| 18       | Rostock, Stralsund, Güstrow, Bergen (Rügen)                                     |
| 19       | Schwerin, Ludwigslust, Wittenberge, Parchim                                     |
| 20       | Hamburg Centrum                                                                 |
| 21       | Regio ten zuiden en oosten van Hamburg, Lüneburg, Buxtehude, Stade, Reinbek     |
| 22       | Hamburg Noord/West, Norderstedt, Ahrensburg, Wedel                              |
| 23       | Lübeck, Bad Segeberg, Wismar, Mölln                                             |
| 24       | Kiel, Flensburg, Schleswig, Neumünster                                          |
| 25       | Elmshorn, Itzehoe, Heide (Holstein), Westerland (Noord-Friesland)               |
| 26       | Oldenburg, Wilhelmshaven, Emden, Aurich                                         |
| 27       | Regio Bremen, Bremerhaven, Cuxhaven, Delmenhorst, Neuwerk                       |
| 28       | Bremen, Schwanewede, Syke, Stuhr                                                |
| 29       | Celle, Uelzen, Salzwedel, Lüchow (Wendland)                                     |
| 30       | Hannover, Garbsen, Langenhagen, Laatzen                                         |
| 31       | Regio Hannover, Hamelen, Hildesheim, Peine                                      |
| 32       | Herford, Minden, Detmold, Lemgo                                                 |
| 33       | Bielefeld, Paderborn, Bad Driburg, Gütersloh                                    |
| 34       | Kassel, Hannoversch Münden, Korbach, Warburg                                    |
| 35       | Gießen, Wetzlar, Marburg, Dillenburg                                            |
| 36       | Fulda, Bad Hersfeld, Bad Salzungen, Alsfeld                                     |
| 37       | Göttingen, Höxter, Eschwege, Osterode                                           |
| 38       | Braunschweig, Salzgitter, Wolfsburg, Wernigerode                                |
| 39       | Maagdenburg, Stendal, Oschersleben, Staßfurt                                    |
| 40       | Düsseldorf, Hilden, Mettmann, Ratingen                                          |
| 41       | Mönchengladbach, Neuss, Viersen, Erkelenz                                       |
| 42       | Wuppertal, Velbert, Solingen, Remscheid, Haan                                   |
| 43       | –                                                                               |
| 44       | Dortmund, Lünen, Herne, Bochum                                                  |
| 45       | Essen, Mülheim an der Ruhr, Recklinghausen, Gelsenkirchen                       |
| 46       | Oberhausen, Bottrop, Bocholt, Wesel                                             |
| 47       | Duisburg, Moers, Kleve, Krefeld                                                 |
| 48       | Münster, Rheine, Nordhorn, Coesfeld                                             |
| 49       | Osnabrück, Diepholz, Cloppenburg, Meppen                                        |
| 50       | Keulen Linker Rijnoever incl. Deutz, Frechen, Brühl, Bergheim                   |
| 51       | Keulen Rechter Rijnover excl. Deutz, Leverkusen, Bergisch Gladbach, Gummersbach |
| 52       | Aken, Eschweiler, Düren, Geilenkirchen                                          |
| 53       | Bonn, Remagen, Siegburg, Euskirchen                                             |
| 54       | Trier, Wittlich, Daun, Prüm                                                     |
| 55       | Mainz, Simmern, Bad Kreuznach, Idar-Oberstein                                   |
| 56       | Koblenz, Neuwied, Mayen, Traben-Trarbach                                        |
| 57       | Siegen, Lennestadt, Olpe, Altenkirchen (Westerwald)                             |
| 58       | Hagen, Witten, Iserlohn, Altena                                                 |
| 59       | Hamm, Unna, Soest, Arnsberg                                                     |
| 60       | Frankfurt am Main-Centrum                                                       |
| 61       | Bad Homburg, Friedberg, Bad Vilbel, Oberursel                                   |
| 62       | –                                                                               |
| 63       | Aschaffenburg, Hanau, Offenbach am Main, Miltenberg                             |
| 64       | Darmstadt, Bensheim, Heppenheim, Groß-Gerau                                     |
| 65       | Wiesbaden, Limburg an der Lahn, Rüsselsheim, Frankfurt am Main-West             |
| 66       | Saarbrücken, Neunkirchen, Zweibrücken, Pirmasens                                |
| 67       | Ludwigshafen, Kaiserslautern, Worms, Speyer                                     |
| 68       | Mannheim, Schwetzingen, Lampertheim, Hockenheim                                 |
| 69       | Heidelberg, Weinheim, Wiesloch, Eberbach                                        |
| 70       | Stuttgart, Fellbach, Filderstadt, Leinfelden-Echterdingen                       |
| 71       | Regio Stuttgart, Ludwigsburg, Waiblingen, Böblingen                             |
| 72       | Tübingen, Reutlingen, Sigmaringen, Freudenstadt                                 |
| 73       | Göppingen, Esslingen am Neckar, Schwäbisch Gmünd, Aalen                         |
| 74       | Heilbronn, Crailsheim, Schwäbisch Hall, Neckarsulm                              |
| 75       | Pforzheim, Eppingen, Calw, Mühlacker                                            |
| 76       | Karlsruhe, Baden-Baden, Landau, Bruchsal                                        |
| 77       | Offenburg, Lahr, Achern, Bühl                                                   |
| 78       | Villingen-Schwenningen, Konstanz, Tuttlingen, Rottweil                          |
| 79       | Freiburg im Breisgau, Lörrach, Titisee-Neustadt, Emmendingen                    |
| 80       | München Midden/Noordwest                                                        |
| 81       | München West, Zuid, Oost                                                        |
| 82       | Regio München, Fürstenfeldbruck, Starnberg, Garmisch-Partenkirchen              |
| 83       | Rosenheim, Berchtesgaden, Bad Tölz, Wasserburg am Inn                           |
| 84       | Landshut, Waldkraiburg, Dingolfing, Eggenfelden                                 |
| 85       | Ingolstadt, Dachau, Freising, Regio München                                     |
| 86       | Augsburg, Donauwörth, Nördlingen, Landsberg                                     |
| 87       | Kempten, Kaufbeuren, Memmingen                                                  |
| 88       | Friedrichshafen, Lindau, Ravensburg, Biberach                                   |
| 89       | Ulm, Neu-Ulm, Heidenheim an der Brenz, Ehingen                                  |
| 90       | Neurenberg, Fürth, Schwaig, Zirndorf                                            |
| 91       | Regio Neurenberg, Erlangen, Ansbach, Gunzenhausen                               |
| 92       | Amberg, Neumarkt in der Oberpfalz, Weiden i.d. OPf., Schwandorf                 |
| 93       | Regensburg, Cham, Kelheim, Abensberg                                            |
| 94       | Passau, Landau, Regen, Straubing                                                |
| 95       | Bayreuth, Hof (Saale), Kulmbach, Marktredwitz                                   |
| 96       | Bamberg, Lichtenfels, Coburg, Sonneberg                                         |
| 97       | Würzburg, Schweinfurt, Bad Kissingen, Wertheim                                  |
| 98       | Suhl, Hildburghausen, Ilmenau, Meiningen                                        |
| 99       | Erfurt, Weimar, Mühlhausen/Thüringen, Eisenach                                  |